# Kannasandra, Channapatna
Kannasandra là một làng thuộc tehsil Channapatna, huyện Ramanagara, bang Karnataka, Ấn Độ.